# Lillian Hellmanová
Lillian Florence Hellmanová (20. června 1905 New Orleans, Louisiana – 30. června 1984 Tisbury, Massachusetts) byla americká spisovatelka a dramatička, známá pro své levicové postoje. Třicet let žila ve vztahu s americkým autorem mysteriózních a detektivních románů Dashiellem Hammetem. Stala se také inspirací pro jeho postavu Nory Charlesové. Byla také literární agentkou a dlouholetou přítelkyní Dorothy Parkerové.

## Dětství
Narodila se New Orleansu v Louisianě do židovské rodiny. Během svého dětství pobývala vždy půl roku v New Orleansu u svých tet, druhou polovinu roku pak v New Yorku.

## Dílo
Její nejznámějšími díly jsou divadelní hry Dětská hodinka (1934), Lištičky (1939) a Toys in the Attic (1960).
Do svých děl ráda zahrnovala postavy mladých lidí. Hra A Children's Hour se odehrává ve škole a hlavní hrdinka hry, Mary, je mladá dívka. V Lištičkách se důležitá vedlejší dějová linie týká potenciálního manželství nejmladších postav hry, Lea a Alexandry.
Napsala také tři autobiografické paměti – An Unfinished Woman: A Memoir (1969), Pentimento (1973) a Scoundrel Time (1976).
Oscarový film Julia je založen na knize Pentimento. V roce 1977, kdy byl film premiérován, začala newyorská psychiatrička Muriel Gardinerová tvrdit, že hlavní postava je napsaná podle ní, ale že se nikdy s Hellmanovou nesetkala. Hellmanová následně popřela, že by postava Julie byla založena na Gardinerové. Navzdory tomu je pravda,[zdroj⁠?!] že obě měly stejného právníka, který měl přístup k memoárům Gardinerové a některé scény ve filmu jsou stejné jako v těchto memoárech. To vedlo k dojmu, že si je Hellmanová „vypůjčila“ bez souhlasu Gardinerové.

## Černá listina
V roce 1950 byla předvolána před Výbor pro neamerickou činnost, protože se všeobecně vědělo,[zdroj⁠?!] že její milenec Dashiell Hammett je dlouholetým členem komunistické strany. Poté, co Hellmanová odmítla vyzradit jména dalších komunistů,[zdroj⁠?!] dostala se v Hollywoodu na černou listinu a tak se její díla nesměla v Hollywoodu adaptovat a přijímat její scénáře.[zdroj⁠?!]

## Smrt a odkaz
Zemřela 30. června 1984. Postava Hellmanové se pak objevila ve hře Catewalk Petera Feiblemana, která je o vztahu Hellmanové a mladšího romanopisce. Hellmanová měla s Feiblemanem dlouhodobý vztah, takže druhá postava ve hře je založena na něm.
Objevila se také v seriálu Simpsonovi, v 15. dílu 19. řady, kde se snažila Lízu odnaučit kouřit. V té samé epizodě je také Hellmanová nesprávně určena za tvůrkyni majonézy Hellman’s.[zdroj⁠?!]

## Dílo
- The Children's Hour (1934) – Dětská hodinka
- These Three (1936)
- The Dark Angel (1935)
- Days To Come (1936)
- Dead End (1937)
- The North Star (1943)
- The Little Foxes (1939 hra) – Lištičky
- Watch on the Rhine (1941)
- The Little Foxes (1941 scénář)
- Another Part of the Forest (1946)
- The Autumn Garden (1951) – Podzimní zahrada
- Candide (1957)
- Toys in the Attic (1960)
- The Big Knockover (předmluva) (1963)
- An Unfinished Woman: A Memoir (1969)
- Pentimento (1973)
- Scoundrel Time (1976)
- Maybe (1980)